# SORBS3
La vinexina 1, también denominada SORBS3, es una proteína codificada en humanos por el gen sorbs3.

## Interacciones
La proteína SORBS3 ha demostrado ser capaz de interaccionar con:
- DLG5[4]
- MAPK1[5]